# Dendron (Stany Zjednoczone)
Dendron – miasto w Stanach Zjednoczonych, w stanie Wirginia, w hrabstwie Surry.